# Alexander Dill (Politiker)
Alexander Dill (* 1964 in Arnstadt) ist ein parteiloser deutscher Politiker.

## Werdegang
Nach dem Abschluss der 10. Klasse absolvierte Dill eine Ausbildung zum Werkzeugmacher und arbeitete vier Jahre in diesem Beruf. Neben seiner beruflichen Tätigkeit besuchte er die Abendschule und schloss diese mit dem Abitur ab. Nach dem Grundwehrdienst studierte er an der TU Dresden „Landschaftsarchitektur“ und erlangte mit der abschließenden Diplomarbeit zum Thema „Freiraumkonzeption für die Stadt Arnstadt“ das Diplom. Als wissenschaftlicher Mitarbeiter an der TU Dresden gab Dill seine Kenntnisse an junge Studierende weiter, arbeitete dort in verschiedenen Gremien mit und warb Fördergelder ein. Seit 1998 ist er als Freier Landschaftsarchitekt selbstständig tätig.

## Politische Tätigkeit
Alexander Dill war, nachdem er sich in einer Stichwahl am 6. Mai 2012 gegen seinen Mitbewerber Knut Vettrich (CDU) mit 56,7 % der Stimmen durchsetzte, von 2012 bis 2018 Bürgermeister von Arnstadt.